# Angkor Thom
Angkor Thom (kmersko អង្គរធំ [ʔɑŋkɔː tʰom]; pomeni »veliko mesto«) ali Nokor Thom (kmersko នគរធំ [nɔkɔː tʰom]), je v današnji Kambodži in je bilo zadnje in najtrajnejše glavno mesto Kmerskega imperija. V poznem 12. stoletju ga je ustanovil kralj Džajavarman VII.:378–382:170 Zajema območje 9 km², znotraj katerega je več spomenikov iz prejšnjih obdobij, pa tudi spomenikov, ki so jih postavili Džajavarman in njegovi nasledniki. V središču mesta je Džajavarmanov državni tempelj, Bayon, druga večja mesta pa so zbrana okoli Trga zmage takoj na severu. Mesto je ena glavnih turističnih znamenitosti jugovzhodne Azije.

## Etimologija
Angkor Thom je preoblikovano ime iz drugega alternativnega imena Nokor Thom, za katerega se domneva, da je pravilno, zaradi zanemarjanja klicanja v nepravilni izgovorjavi. Beseda Nokor (kmersko: នគរ, Nôkô) je dobesedno izpeljana iz sanskrtske besede Nagara (Devanāgarī: नगर), ki pomeni mesto, v kombinaciji s kmersko besedo Thom (kmersko: ធំ, Thum), ki pomeni velik, tako da nastane Nokor Thom in se nato spremeni v trenutno ime Angkor Thom.

## Zgodovina
Angkor Thom je bil ustanovljen kot prestolnica imperija Džajavarmana VII. in je bil središče njegovega obsežnega gradbenega programa. En napis, najden v mestu, omenja Džajavarmana kot ženina in mesto kot njegovo nevesto.
Zdi se, da Angkor Thom ni prva kmerska prestolnica na tem mestu. Jasodharapura, ki izvira iz treh stoletij prej, je bila osredotočena nekoliko severozahodneje, Angkor Thom pa je prekrival njene dele. Najpomembnejša zgodnejša templja v mestu sta nekdanji državni tempelj Baphuon in Phimeanakas, ki je bil vključen v kraljevo palačo. Kmeri niso jasno razlikovali med Angkor Thomom in Jashodharapuro: celo v 14. stoletju je napis uporabil prejšnje ime.:138 Ime Angkor Thom —veliko mesto— je bilo v uporabi od 16. stoletja.
Zadnji tempelj, za katerega je znano, da je bil zgrajen v Angkor Thomu, je bil Mangalartha, ki je bil posvečen leta 1295. Nato so obstoječe strukture še naprej občasno spreminjali, vendar so bile vse nove stvaritve iz pokvarljivih materialov in niso preživele.
Kraljestvo Ajutaja, ki ga je vodil kralj Borommarachathirat II., je oplenilo Angkor Thom in prisililo Kmere pod Ponhea Yatom, da so svojo prestolnico preselili jugovzhodno v Phnom Penh.:29
Angkor Thom je bil zapuščen nekoliko pred letom 1609, ko je zgodnji obiskovalec z zahoda pisal o nenaseljenem mestu, »tako fantastičnem kot Platonova Atlantida«. Domneva se, da je v njem živelo 80.000–150.000 ljudi.
Pesem Angkor Vat (ល្បើកអង្គរវត្ត Lpoek Angkor Vat ali Lbaeuk Ângkôr Vôtt), sestavljena v kmerskih verzih leta 1622, opisuje lepoto Angkor Thoma. Je kmerska pesem, ki izvira iz začetka 17. stoletja. Slavi veličasten tempeljski kompleks v Angkorju in opisuje reliefe v tempeljskih galerijah, ki prikazujejo Reamkerja. Pesem Angkor Vat velja za najzgodnejše izvirno literarno delo v kmerskem jeziku.

## Slog
Angkor Thom je v slogu Bayona. To se kaže v velikem obsegu gradnje, v široki uporabi laterita, v sprednjih stolpih na vsakem od vhodov v mesto in v velikanskih figurah, ki nosijo nage, ki spremljajo vsakega od stolpov.

## Najdišče
Mesto leži na zahodnem bregu reke Siem Reap, pritoka Tonlé Sapa, približno četrt milje od reke. Južna vrata Angkor Thoma so 7,2 km severno od Siem Reapa in 1,7 km severno od vhoda v Angkor Vat. Zidovi, visoki 8 m, obdani z jarkom, so dolgi po 3 km in obsegajo površino 9 km². Stene so iz laterita, podprte z zemljo, s [[parapet]gom na vrhu. Na vsaki kardinalni točki so vrata, od katerih vodijo ceste do Bayona v središču mesta. Ker sam Bayon nima lastnega obzidja ali jarka, si arheologi razlagajo mesto v mestu, kot da predstavljajo gore in oceane, ki obdajajo Bayonovo goro Meru.  Druga vrata – Vrata zmage – so 500 m severno od vzhodnih vrat; Pot zmage poteka vzporedno z vzhodno cesto do Trga zmage in kraljeve palače severno od Bayona. Od središča mesta Siem Reap je približno 30 minut.
Obrazi na 23 m visokih stolpih pri mestnih vratih, ki so pozneje prizidani glavni strukturi, so podobni tistim iz Bayona in predstavljajo enake težave pri interpretaciji. Predstavljajo lahko samega kralja, bodhisatvo Avalokitešvaro, varuhe kardinalnih točk imperija ali neko kombinacijo naštetega. Nasip se razteza čez jarek pred vsakim stolpom: ti imajo vrsto dev na levi in asure na desni, vsaka vrsta drži nago v položaju vlečenja vrvi. Zdi se, da je to sklicevanje na mit, priljubljen v Angkorju, o mešanju morja mleka. Tempeljska gora Bayona ali morda vrata sama bi bila potem središče, okoli katerega se odvija vrtenje. Nagi lahko predstavljajo tudi prehod iz sveta ljudi v svet bogov (Bajon) ali pa so varuhi. Sama vrata so velika 3,5 krat 7 m in bi se prvotno zapirala z lesenimi vrati.:82  Južna vrata so danes daleč najbolj obiskana, saj so glavni vhod v mesto za turiste. Na vsakem vogalu mesta je Prasat Chrung – kotno svetišče – zgrajeno iz peščenjaka in posvečeno Avalokitešvari. Te so križne oblike z osrednjim stolpom in usmerjene proti vzhodu
Znotraj mesta je bil sistem kanalov, po katerih je voda tekla od severovzhoda proti jugozahodu. Večji del ozemlja, obdanega z obzidjem, bi zasedle posvetne stavbe mesta, od katerih ni ostalo nič. To območje je zdaj pokrito z gozdom.
Večina velikih ruševin Angkorja ima velike reliefne podobe, ki prikazujejo različne bogove, boginje in nezemeljska bitja iz mitoloških zgodb in epskih pesmi starodavnega hinduizma. S temi podobami so pomešane dejanske znane živali, kot so sloni, kače, ribe in opice, poleg zmajem podobnih bitij, ki so videti kot stilizirane, podolgovate kače (z nogami in kremplji), ki jih najdemo v kitajski umetnosti.
Toda med ruševinami Ta Prohma, blizu ogromnega kamnitega vhoda, je mogoče opaziti, da so »krogi na pilastrih na južni strani zahodnega vhoda nenavadne oblike«.
Kar vidiš, so krogi, ki prikazujejo različne navadne živali – prašiče, opice, vodne bivole, peteline in kače. Med krogi ni mitoloških figur, zato lahko upravičeno sklepamo, da te figure prikazujejo živali, ki so jih starodavni Kmeri pogosto videvali v 12. stoletju.

## V popularni kulturi
Kompleks Angkor je na kratko omenjen v filmu King Kong iz leta 1933.
- Lara Croft: Tomb Raider prikazuje več likov, ki obiščejo Angkor Thom med potovanjem v Kambodžo, da bi našli prvi kos Trikotnika svetlobe.
- V SIGMA Force Book 4: The Judas Strain (2007) Jamesa Rollinsa pot likov, da najdejo zdravilo za kugo, ki zahteva sledenje Marcu Polu, pripelje do Angkor Thoma.
- V romanu Petra Bourna The Golden Pagans (ok. 1956) glavne junake med križarskimi vojnami pošljejo v Arabijo, Kmeri jih ujamejo in prisilijo v suženjstvo. Zaporniki zgradijo del tega, kar postane znano kot Angkor Thom.
- V Patlabor the Movie 2 se zdi, da začetni prizor temelji na Angkor Thomu, kot je povedal Hayao Miyazaki v intervjuju za revijo Animage (oktober 1993).
- V Civilization IV: Beyond the Sword je Angkor Thom tretje mesto, zgrajeno v kmerskem imperiju, za Jasodharapuro in Hariharalayo.
- V Eternal Darkness: Sanity's Requiem je Angkor Thom regija, kjer je kamboški tempelj, v katerem je starodavni Mantorok.
- V Civilizaciji VI je Angkor Thom glavno mesto kmerskega imperija.
- V The Amazing Race 32 so vzhodna vrata Angkor Thoma med deseto epizodo sezone gostila Pit Stop.[13]

## Galerija
- Baphuon
- Bayon, najbolj opazen tempelj v Angkor Thomu.
- Phimeanakas
- Prasat Suor Prat
- Preah Palilay
- Preah Pithu
- Preah Vihear Pram Pi Lvên
- Terasa slonov
- Terasa gobavega kralja
- Khleangs
- Prasat Chrung
- Mangalartha
- Severna vrata
- Most južna vrata
- Južna vrata
- Južni jarek
- Zahodna stran Vzhodnih vrat, znana tudi kot Vrata mrtvih
- Detajl vzhodne strani Vrat mrtvih
- Pristop do vrat mrtvih
- Vzhodni ribnik kraljeve palače
- Bazen blizu Phimeanakasa